# 若開邦歷史
若開邦歷史可以追溯至若开人於公元前建立的國家。若开人先後建立定耶瓦底王朝、维沙里王朝、妙吴王朝。
若開當地人民起初信仰佛教和印度教，13至14世纪伊斯兰教传入後當地人民有人改宗伊斯蘭教。當地人民一開始用梵文、巴利文记事，8世纪初开始使用若开文字。
11世纪初，若开臣服於蒲甘王朝，1287年蒲甘王朝灭亡后若开独立。後來若开和孟加拉关系密切。1785年，孟云将若开并入缅甸。英国攻佔孟加拉后，于1824年发动第一次英缅战争，缅甸於是將若开割让給英国。英国吞并缅甸后，若開于1886年成为英属印度缅甸省的一部分。1948年后，若开成为新独立的緬甸聯邦的一部分。1973年，緬甸在若開設立若開邦。